# Billy Murcia
Billy Murcia, född 9 oktober 1951 i Bogotá, Colombia (och uppväxt i Jackson Heights i Queens i New York), död 6 november 1972 i London, var en amerikansk musiker och den ursprunglige trumslagaren för New York Dolls.
David Bowie sjunger om Murcia i låten Time från LP:n Aladdin Sane (1973): "Demanding Billy Dolls, and other friends of mine", syftande på Billy Murcias död.